# Cantón de Castillonnès
El cantón de Castillonnès era una división administrativa francesa, que estaba situada en el departamento de Lot y Garona y la región de Aquitania.

## Composición
El cantón estaba formado por diez comunas:
- Cahuzac
- Castillonnès
- Cavarc
- Douzains
- Ferrensac
- Lalandusse
- Lougratte
- Montauriol
- Saint-Quentin-du-Dropt
- Sérignac-Péboudou

## Supresión del cantón de Castillonnès
En aplicación del Decreto nº 2014-257 de 26 de febrero de 2014, el cantón de Castillonnès fue suprimido el 22 de marzo de 2015 y sus 10 comunas pasaron a formar parte del nuevo cantón del Valle del Dropt.